# Unstable Fables
Unstable Fables (Fábulas instáveis no Brasil e em Portugal) é uma série de filmes de animação produzidos pela Jim Henson Company em associação com a Flame Ventures, Prana Studios, e The Weinstein Company. Os longa-metragens lançados diretamente em DVD são distribuídos pela Genius Products. Os elencos dos filmes incluem Brad Garrett, Jay Leno e Jamie Lynn Spears.
Fábulas instáveis reconta clássicos contos de fadas e fábulas com um toque moderno. O primeiro filme, 3 Pigs and a Baby (baseado em "Os Três Porquinhos"), foi lançado em DVD em 4 de março, de 2008. O segundo título, Tortoise vs. Hare (baseado em "A Lebre e a Tartaruga"), foi lançado em 9 de setembro de 2008. O terceiro  lançamento foi The Goldilocks and the 3 Bears Show (com base em "Cachinhos Dourados e os Três Ursos"), foi lançado em 16 de dezembro de 2008.

## 3 Pigs and a Baby
3 Pigs and a Baby (br: 3 Porquinhos e um Bebê; pt: 3 Porquinhos e um Bebé) é um filme infantil de comédia que conta a história dos três porquinhos. O filme foi lançado direto em DVD no dia 4 de março de 2008 e estrelado por Jon Cryer, Brad Garrett, Steve Zahn e Jesse McCartney.

### Enredo
Nesta nova versão de "Os Três Porquinhos", os três porcos se tornam alvo de uma equipe de operações especiais de lobos. O plano dos lobos "para finalmente se infiltrar na casa impenetrável de tijolos", é deixando um pequeno filhote de lobo na porta dos suínos despretensiosos para que quando estiver grande deixe a chave da porta da casa em baixo do capacho da porta da frente para que os lobos possam entrar. Os suínos pegam o bebê para criá-lo como se fossem seus. O mais recém chegado na família, Lucky, ("Sortudo" em Inglês), cresce em sua adolescência sem saber sua história e de seu papel no plano dos lobos. E terá que fazer a difícil escolha: em que família viver "porcos ou lobos?".

### Elenco
- Brad Garrett como Porco Mason.
- Jon Cryer como Porco Richard.
- Steve Zahn como Porco Sandy.
- Jesse McCartney como Lucky.
- Tom Kenny como Dr. Wolfowitz e Lobo Comédia Musical.
- Timothy McCartney como Lucky (bebê / criança).
- Steve Wilcox como Grande Lobo Chefe, Grande Lobo Xará.
- Nolan North como Grande Lobo Mal, Jovem Lobo Ansioso e Lobo Guarda.
- Tara Strong como Lobo Menina Adolescente, Vacas Construtoras, Garota Popular.

## Tortoise vs. Hare
Tortoise vs Hare (em português: A Tartaruga e a Lebre: A Revanche do Século) é o segundo filme de animação da série Unstable Fables. Baseado na fábula de Esopo "A Lebre e a Tartaruga", foi lançado direto em DVD em 9 de setembro de 2008.
O filme apresenta as vozes de Danny Glover, Jay Leno, Vivica Fox, Keke Palmer, e de Drake Bell.

## The Goldilocks and the 3 Bears Show
The Goldilocks and the 3 Bears Show (em português: Cachinhos Dourados e os Três Ursos: O Reality) é o terceiro filme da série de animação Unstable Fables. O filme é uma releitura distorcida da história de "Cachinhos Dourados e os Três Ursos". O filme foi lançado direto para DVD em 16 de dezembro de 2008. O filme apresenta as vozes de Tom Arnold, Brooke Shields, e Jamie Lynn Spears.